# Cremnops shenefelti
Cremnops shenefelti är en stekelart som beskrevs av Marsh 1961. Cremnops shenefelti ingår i släktet Cremnops och familjen bracksteklar. Inga underarter finns listade i Catalogue of Life.